# Persilintyg
Persilintyg, på tyska Persilschein, även Persilbrief ("Persilbrev"), är ett tyskt idiom som uppstod i samband med ett intyg under denazifieringsperioden i Tyskland, och som inkluderar tvättmedelsmärket Persil.

## Denazifieringsintyg
Att en tysk skulle få ett Persilintyg innebar att de fick ett intyg om att de hade ett rent politiskt förflutet.  Misstänkta nazistiska lagöverträdare kunde frias genom uttalanden från andra, helst offer eller tidigare fiender till nazistregimen, och därmed accepteras som att de har ett gott rykte.
I vardagsspråket sades den drabbade personen vara "tvättad" från anklagelser om nazistiska sympatier; "renlighet" betyder i detta sammanhang "oskyldig". Under 1948 avtog amerikanernas intresse för systematisk denazifiering markant i takt med att det kalla kriget och hotet från sovjetblocket blev alltmer tydligt. Snabbare och mindre noggranna processer infördes för att få denazifieringen till ett snabbt slut, vilket ledde till bedömningar av låg kvalitet.